# Végvári Ádám
Végvári Ádám (Budapest, 1951. július 6. –) magyar szólógitáros, énekes, zeneszerző.

## Életútja
Apai részről felmenői egri származásúak. Családja Zuglóban élt, itt töltötte gyermekkorát, van egy bátyja is. Az Őrnagy utcai Általános Iskolába járt. Édesapjától tanult gitározni, édesanyja a Filmgyárban volt korrepetitor, aki énekeseket tanított. Már általános iskolás korában utcabálokon lépett fel. A Petrick Lajos Vegyipari Technikumban érettségizett, ahol vegyészként végzett. Ebbe a középiskolába járt Korda György, Demjén Ferenc és Mándoki László is.
A Metropol együttesben kezdte zenei pályafutását, amellyel főleg a Beatles együttes dalait játszották, és még a Budai Ifjúsági Parkban is felléptek Radics Béláék előtt. 1970-től a Volán együttesben folytatta, ahol mások mellett Papp Imre, Baranszky László, Kiss Ernő, Lerch István, Bardóczi Gyula és Nagy Kati is megfordult. 1972-től hat évig az Universal együttes tagja volt, majd rövid ideig a Gemini együttesben zenélt. 1979-ben már a Kati és a Kerek Perec együttes tagja volt. 1980-ban került a Neoton Família együtteshez, amelyben 1990-ig játszott. Ezen időszak alatt a Neoton nagylemezein kívül készült két duett lemeze Csepregi Évával (Ádám és Éva (1985); Ádám álmodj csak tovább (1986)), megjelent önálló szóló albuma (Éva nélkül címmel (1988)) valamint Csepregi Évával és Pál Évával közösen meselemezt is készítettek popdalokkal (Lehet egy kiskutyával több?(a 102-ik) (1987)). 1990-ben a Neoton Família feloszlása után Csepregi Évával, Baracs Jánossal, valamint Schäffer Edinával és Rajcs Renátával létrehozták az Éva Neoton zenekart. 1994-ben Baracs Jánossal és Lukács Ákossal Ádám's Family néven alapított együttest, amellyel Hírek címmel zenei albumuk is megjelent. 2005-től a Neoton Família Sztárjai zenekar tagja. 2008-ban karácsonyi lemezt adott ki Csepregi Évával közösen.

## Magánélete
Felesége Kiss Ildikó, akitől három lánya: Anita, Kata és Zsófia született.

## Gitárjai

### Jelenleg
- Yamaha SG 2000 (1983) – az 1983-as World Popular Song Festival (Yamaha Fesztivál) győzelemért kapott hangszer. Nagy tömege miatt ritkán használja.Bencze házhoz megy – Végvári Ádám
- Fender Stratocaster (2 db)
- Epiphone ES-339
- PRS SE Custom
- Godin Acousticaster elektroakusztikus gitár
- Furch elektroakusztikus gitár – nagy mérete és sérülékenysége miatt csak ritkán használja.Bencze házhoz megy – Végvári Ádám
- Yamaha  APX elektroakusztikus gitár
- Fender Telecaster

#### Korábban
- Gibson SG
- Gibson Firebird
- Line 6 James Tyler Variax
- Line 6 Variax 700 Acoustic elektroakusztikus gitár
- Line 6 Variax 600
- Line 6 Variax 500
- Yamaha SE-200

## Díjai
- 1983 – Yamaha fesztiválon a Grand-Pix díj (megosztva a Neoton Família tagjaival)
- 1985 – ORI Nívódíj (megosztva a Neoton Família tagjaival)
- 1986 – a szöuli dalfesztivál közönségdíja (megosztva a Neoton Família tagjaival)
- 1988 – Emerton-díj (megosztva a Neoton Família tagjaival)
- 1993 – Arany Zsiráf díj
- 2018 – Story Érték-díj – legenda kategóriában (megosztva a Neoton Família tagjaival)